# Хелиопауза
Хелиопауза се нарича мястото, където силата на слънчевия вятър е по-малка от необходимата за изтласкването на междузвездния газ. Също така тя се счита за външна граница на Слънчевата система.
Чрез действието си слънчевият вятър образува „балон“ в междузвездната среда (състояща се предимно от разредени водород и хелий), обвиващ Слънчевата система. Разстоянието до хелиопаузата не е известно с точност и вероятно варира според моментната скорост на слънчевия вятър и локалната плътност на междузвездната среда. Известно е със сигурност, че местоположението ѝ е далеч отвъд орбитата на Плутон.